# Guajakol
Guajakol (systematickým názvem 2-methoxyfenol) je organická sloučenina s chemickým vzorcem C6H4(OH)(OCH3) patřící mezi fenoly a vyskytující se v přírodě. Jedná se o bezbarvou aromatickou olejovitou kapalinu získávanou z guajaku nebo z dřevného kreosotu. Guajakol je přítomen v dřevném kouři, kdy vzniká pyrolýzou ligninu. Je obsažen také v pražené kávě, kde se podílí na vůni a chuti. Při vystavení vzduchu a světlu tmavne.

## Příprava a deriváty
Guajakol se přímo získává z dehtu z bukového dřeva. Průmyslově se vyrábí z pyrokatecholu methylací s uhličitanem draselným a methylsulfátem draselným, anebo z anisolu nitrací, redukcí výsledného ortho-nitroanisolu na 2-aminoanisol, který se pak diazotuje a vaří s vodou. V laboratoři lze guajakol syntetizovat dimethylací katecholu následovanou selektivní mono-demethylací.
C6H4(OH)2 + 2 (CH3O)2SO2 → C6H4(OCH3)2 + 2 CH3OSO2OH
C6H4(OCH3)2 + C2H5SNa → C6H4(OCH3)(ONa) + C2H5SCH3
Guajakoluhličitan je známý jako duotal, fosforečnan jako fosfatol, fosforitan jako guajako-fosfal. Fosfotal je směs fosforitanů kreosotových fenolů. Valeriánský ester (ester kyseliny valerové) guajakolu je známý jako geosot, benzoový jako benzosol, salicylový jako guajakolsalol a glycerolether jako guaiamar.

## Použití
Guajakol se v medicíně používá jako expektorans, antiseptikum a lokální anestetikum. Používá se i k přípravě eugenolu a vanilinu.
Související derivát dimethoxybenzen (veratrol) se také používá v medicíně.
Při uzení potravin je guajakol hlavní chemikálií odpovědnou za kouřovou chuť, zatímco za kouřovou vůni je odpovědný syringol.
Díky schopnosti měnit přirozenou barvu se guajakol někdy používá jako indikátorový roztok v různých experimentech s enzymy.